# 多根ダム
多根ダム（たねダム）は、石川県七尾市に位置するダムである。

## 概要
富山湾に連なる熊渕川流域の灌漑用水事業として建設されたロックフィルダム。ダム湖の周辺には湖畔公園や七尾コロサスキー場が整備されている。

## 周辺
- 湖畔公園コロサ
  - やまびこ荘
  - 七尾コロサスキー場

## 交通アクセス
車
- 能越道七尾城山ICから約20分。七尾大泊ICから約30分。
- 国道159号「藤野町北交差点」から約25分。